# Mărgineni (Bacău)
Mărgineni is een Roemeense gemeente in het district Bacău.
Mărgineni telt 9160 inwoners.